# 主信息块
主信息块（Master  Indication Block，MIB）是WCDMA网络中的主信息消息。
主信息块包含PLMN标识及SB (schedule block)/SIB (system info block)的调度信息。用以向UE端广播目前小区信息状态。